# Eudoxianos
Los eudoxianos era una secta de arrianos que reconocía como líder a Eudoxio, patriarca de Antioquía y luego de Constantinopla. Allí sostuvo con todo su poder esta herejía bajo los reinados de Constancio y Valente. 
Los eudoxianos enseñaban como los eudomianos y aecianos que el hijo de Dios había sido creado de la nada y que tenía una voluntad diferente de la de su Padre. 